# Équipe d'Afrique du Sud de rugby à XV au tri-nations 1998
L'Équipe d'Afrique du Sud de rugby à XV au tri-nations 1998 est composée de 20 joueurs. Elle termine première de la compétition avec 17 points et quatre victoires. C'est le premier titre des Springboks dans la compétition.

## Classement
| Rang | Club                 | J | V | N | D | Bo | Bd | Pm | Pe | Diff | Pts |
| ---- | -------------------- | - | - | - | - | -- | -- | -- | -- | ---- | --- |
| 1    | Afrique du Sud       | 4 | 4 | 0 | 0 | 1  | 0  | 80 | 54 | +26  | 17  |
| 2    | Australie            | 4 | 2 | 0 | 2 | 1  | 1  | 79 | 82 | -3   | 10  |
| 3    | Nouvelle-Zélande (T) | 4 | 0 | 0 | 4 | 0  | 2  | 65 | 88 | -23  | 2   |

|  | Vainqueur de la compétition (no 1) |
|  | T : tenant du titre 1997           |

Attribution des points : victoire sur tapis vert : 5, victoire : 4, match nul : 2, défaite : 0, forfait : -2 ; plus les bonus (offensif : 3 essais de plus que l'adversaire ; défensif : défaite par 7 points d'écart ou moins).
Règles de classement : ?

## Résultats
|                 |                                                           |             |                                |  |                                       |
| 18 juillet 1998 |                                                           |             |                                |  |                                       |
|                 | Australie                                                 | 13 - 14     | Afrique du Sud                 |  | Perth, Australie                      |
|                 |                                                           | (MT: 8–8)   |                                |  | Arbitre : C. Hawke (Nouvelle-Zélande) |
|                 | Essais : Tune, Gregan                                     |             | Essais : van der Westhuizen    |  |                                       |
|                 | Pénalités : Burke                                         |             | Pénalités : Montgomery (3)     |  |                                       |
|                 |                                                           |             |                                |  |                                       |
| 25 juillet 1998 |                                                           |             |                                |  |                                       |
|                 | Nouvelle-Zélande                                          | 3 - 13      | Afrique du Sud                 |  | Wellington, Nouvelle-Zélande          |
|                 |                                                           | (MT: 0–3)   |                                |  | Arbitre : E. Morrison (Angleterre)    |
|                 | Pénalités : Mehrtens                                      |             | Essais : Rossouw               |  |                                       |
|                 |                                                           |             | Transformations : Montgomery   |  |                                       |
|                 |                                                           |             | Pénalités : Montgomery (2)     |  |                                       |
|                 |                                                           |             |                                |  |                                       |
| 15 août 1998    |                                                           |             |                                |  |                                       |
|                 | Afrique du Sud                                            | 24 - 23     | Nouvelle-Zélande               |  | Durban, Afrique du Sud                |
|                 |                                                           | (MT: 5–17)  |                                |  | Arbitre : P. Marshall (Australie)     |
|                 | Essais : Dalton, Skinstad, Terblanche, van der Westhuizen |             | Essais : Marshall, Randell     |  |                                       |
|                 | Transformations : Montgomery (2)                          |             | Transformations : Mehrtens (2) |  |                                       |
|                 |                                                           |             | Pénalités : Mehrtens (3)       |  |                                       |
|                 |                                                           |             |                                |  |                                       |
| 22 août 1998    |                                                           |             |                                |  |                                       |
|                 | Afrique du Sud                                            | 29 - 15     | Australie                      |  | Johannesburg, Afrique du Sud          |
|                 |                                                           | (MT: 16–12) |                                |  | Arbitre : J. Fleming (Écosse)         |
|                 | Essais : Garvey, Skinstad                                 |             | Pénalités : Burke (5)          |  |                                       |
|                 | Transformations : Montgomery (2)                          |             |                                |  |                                       |
|                 | Pénalités : Montgomery (5)                                |             |                                |  |                                       |

## Effectif
Les joueurs ci-après ont participé. L'équipe-type n'a pratiquement pas varié, l'entraîneur était Nick Mallett.

### Première ligne
- James Dalton (4 matchs, 4 comme titulaire)
- Adrian Garvey (4 matchs, 4 comme titulaire)
- Robbie Kempson (4 matchs, 4 comme titulaire)
- Ollie Le Roux (4 matchs, 0 comme titulaire)

### Deuxième ligne
- Mark Andrews (4 matchs, 4 comme titulaire)
- Krynauw Otto (4 matchs, 4 comme titulaire)

### Troisième Ligne
- Andrew Aitken (3 matchs, 1 comme titulaire)
- Johan Erasmus (3 matchs, 3 comme titulaire)
- Bobby Skinstad (3 matchs, 0 comme titulaire)
- Gary Teichmann (4 matchs, 4 comme titulaire)
- André Venter (4 matchs, 4 comme titulaire)

### Demi de mêlée
- Joost van der Westhuizen (4 matchs, 4 comme titulaire)

### Demi d’ouverture
- Henry Honiball (4 matchs, 4 comme titulaire)
- Franco Smith (3 matchs, 0 comme titulaire)

### Trois quart centre
- Pieter Muller (4 matchs, 4 comme titulaire)
- Andre Snyman (4 matchs, 4 comme titulaire)

### Trois quart aile
- Pieter Rossouw (4 matchs, 4 comme titulaire)
- Stefan Terblanche (4 matchs, 4 comme titulaire)
- Chester Williams (2 matchs, 0 comme titulaire)

### Arrière
- Percy Montgomery (4 matchs, 4 comme titulaire)

## Statistiques

### Meilleurs marqueurs d'essais
1. Bobby Skinstad, Joost van der Westhuizen 2 essais
2. James Dalton, Adrian Garvey, Pieter Rossouw, Stefan Terblanche 1 essai

### Meilleur réalisateur
1. Percy Montgomery 40 points
2. Bobby Skinstad, Joost van der Westhuizen 10 points
3. James Dalton, Adrian Garvey, Pieter Rossouw, Stefan Terblanche 5 points